# Urmia (regió)
La regió d'Urmia o Urmiya està situada a l'oest del llac Urmia (que forma el seu límit oriental) i fins a la cadena muntanyosa que separa l'Iran de Turquia. Està regada pels rius Baranduz, Barde-Sur (paraula kurda que vol dir "Pedra Vermella"), Rouza o Rawda Çay, i Nazlu Çay.
Dins la regió hi ha diversos tells o jaciments arqueològics: Gök-täpä, Degala, Tarmani, Ahmad, Saralan, Dïzätäpä i altres. Fou en algun moment part del regne d'Urartu però el regne de Manna hauria abraçat la major part de la regió; Manna fou aliada d'Assíria contra Urartu; el 714 aC Sargon II va derrotar els uratians i hauria establert un control més proper sobre Manna sense liquidar però el regne d'Urartu. La seva història després es confon amb la de la ciutat. Vegeu Urmia.